# هجرینگ
یارینگ (به دانمارکی: Hjørring) یک منطقهٔ مسکونی در دانمارک است که در Hjørring Municipality واقع شده‌است. یارینگ ۱۷٫۴ کیلومتر مربع مساحت و ۲۵٬۷۸۰ نفر جمعیت دارد و ۵۰ متر بالاتر از سطح دریا واقع شده‌است.

## خواهرخوانده
شهرهای وردا (هاول)، کریستیان‌ساند، کراوا، ریکانیانسبور، بخش ترولهتتان و چانگچون خواهرخوانده‌های یارینگ هستند.